# Leonor Fini
Leonor Fini (Buenos Aires, Argentina, 30 de agosto de 1907-París, Francia, 18 de enero de 1996) fue una artista y pintora surrealista argentina.

## Biografía
Nació en la ciudad de Buenos Aires, hija de Malvina Braun Dubich y Herminio Fini. A su padre la familia materna le impidió en todo momento que se relacionara con Leonor.[cita requerida]
En 1909 se mudaron a Trieste a vivir con su tío Ernesto Braun. El padre amenazó raptarla y la madre la vestía de varón para disimularla.
En 1924 se trasladó a Milán y luego a París para realizar su vocación de artista.
En la capital francesa, París, entró en contacto con otros artistas como Paul Éluard, Henri Cartier-Bresson (que la fotografió desnuda en 1933), Max Ernst (que fue su amante), Georges Bataille, Picasso, André Pieyre de Mandiargues, y Salvador Dalí. Fue amiga de Jean Cocteau, Giorgio de Chirico y Alberto Moravia.
Pintó diversos retratos como los de Jean Genet, María Félix, Anna Magnani, Margot Fonteyn, Alida Valli, Suzanne Flon, Silvia Monfort y Leonora Carrington.
También se dedicó al diseño de vestuario y decorados para obras de teatro. Diseñó el envase del perfume "Shocking" para la diseñadora italiana Elsa Schiaparelli.
En 1943, una obra suya fue incluida en la exposición de Peggy Guggenheim titulada The Exhibition by 31 Women en la galería Art of This Century en Nueva York.
En la década de los años 70 escribió tres novelas (Rogomelec, Moumour, Contes pour enfants velu y Oneiropompe).
Fini fue también una destacada ilustradora en obras de Edgar Allan Poe, Marcel Aymé o el marqués de Sade (Histoire de Juliette, 1945).
Tuvo muestras retrospectivas en Bélgica (1965), Tokio (1972) y París (1986).
Muchas de sus últimas pinturas juegan con las fantasías eróticas y la muerte.

### Vida privada
Fini se casó una sola vez y por un corto tiempo con Federico Veneziani. Tuvo romance con el conde y diplomático Stanislao Lepri, y luego con el escritor Konstanty Jeleński, Kot era hijo ilegítimo de Sforzino Sforza (Carlo Sforza), que había sido su amante favorito. Fini, Kot y Lepri vivieron los tres inseparables desde 1952 a 1987. Otros amigos que pertenecieron a su círculo íntimo fueron Max Ernst, el fotógrafo americano Richard Overstreet y el poeta argentino Juan Bautista Piñeiro.
Aficionada a los gatos persas, llegó a tener 23 en su apartamento. Les dedicó su libro Miroir des chats.

## Obra

### Publicaciones
- Pauline Réage: Histoire d'O. Ilustraciones: Leonor Fini, Tchou Éditeur, 1968
- Sorcières 5: odeurs, 1975, ensayo[14]
- Mourmour, Conte pour Enfants Velus, récit, Éditions de La Différence, París, 1976. 2010
- Le Miroir des chats, Éditions de la Différence, Paris et Guide du livre, Lausana, 1977
- Le Roman de la Rose, Club du Livre, Philippe Lebaud Éditeur, París, 1977
- L'Onéiropompe, Éditions de La Différence, París, 1978[15]
- Rogomelec, récit, Stock, Paris, 1979, Belín, París, 1983
- Les chats de madame Helvetius, Ed. Enrico Navarro, París, 1985

### Escenografías
- Le Roi Pêcheur de Julien Gracq, 1945
- Une visite de Noces de Alexandre Dumas,1953, Théâtre Saint-Georges
- La Volupté de l'honneur de Luigi Pirandello, 1953, Théâtre Saint-Georges
- Un nommé Judas de Claude-André Puget y Pierre Bost, 1954, Comédie Caumartin
- Balmaseda de Maurice Clavel, 1954, Théâtre Hébertot
- Il est important d'être aimé de Oscar Wilde, adaptation Jean Anouilh, 1954, Comédie des Champs-Elysées
- Le Mal court de Jacques Audiberti, 1955, Théâtre La Bruyère
- Les Amants puérils de Fernand Crommelynck, mise en scène Tania Balachova, 1956, Théâtre des Noctambules
- Requiem pour une nonne adaptación de Albert Camus, 1956, Théâtre des Mathurins
- La Mégère apprivoisée de William Shakespeare, 1959
- Les Bonnes de Jean Genet, 1961
- Lucrèce Borgia de Victor Hugo, 1964-1965, Théâtre du Vieux-Colombier
- Le Balcon de Jean Genet, 1969

### Vestuarios
- Romeo y Julieta de Renato Castellani en 1954
- 8 y medio de Federico Fellini (no acreditada).[16]
- The council of love de Oskar Panizza. Premio de la Crítica 1969.
- Paseo por el amor y la muerte de John Huston.

### Biografías
- Peter Webb: Sphinx: The Life and Art of Leonor Fini, Vendome Press, 2006
- Leonor Fini, André Pieyre de Mandiargues, L'ombre portée. Correspondance 1932-1945, Le Promeneur, 2010

### Documentales
- Leonor Fini, 1991, documental belga de Chris Vermocken[17]